# Việt Nam thời tiền sử
Việt Nam có một nền văn hóa đặc sắc, lâu đời và là một xã hội đã hình thành theo chế độ nhà nước sớm nhất ở khu vực Đông Nam Á.

## Hậu kỳ Thời đại đồ đá cũ

### Văn hóa Tràng An
Văn hóa Tràng An là một trong những nền văn hóa cổ nhất ở Việt Nam, hình thành từ thời kỳ đồ đá cũ khoảng 25 Ka BP (Kilo annum before present, ngàn năm trước).
Tràng An là tên một địa điểm ở Ninh Bình, nơi đầu tiên tìm ra những di chỉ của nền văn hóa này. Đến nay đã có khoảng 30 địa điểm thuộc nền văn hóa Tràng An đã được phát hiện, kết quả nhiều cuộc nghiên cứu của các chuyên gia khảo cổ học cho thấy dấu ấn của người tiền sử thích nghi với biến cố lớn về môi trường, cảnh quan ít nhất là từ khoảng 25 Ka BP, một số nền văn hóa tiền sử đã tiến hóa liên tục ở khu vực này, từ thời kỳ đồ đá cũ qua thời kỳ đồ đá mới đến thời kỳ đồ đồng và thời kỳ đồ sắt như nền văn hóa Tràng An, Hòa Bình và Đa Bút... Với những giá trị về văn hóa và thiên nhiên mang tính nổi bật toàn cầu, Tràng An, Ninh Bình được UNESCO vinh danh trở thành khu di sản thế giới kép đầu tiên ở Việt Nam và khu vực Đông Nam Á.
Văn hóa Tràng An kéo dài từ thời kỳ đồ đá cũ sang thời kỳ đồ đá mới, 25 Ka BP. Trên vùng đất xen núi đá vôi, thuộc phía nam châu thổ sông Hồng. Căn cứ vào kết quả khai quật, nghiên cứu khảo cổ học hang động Tràng An đã xác nhận rằng, các di tích tiền sử mang trong mình những đặc thù riêng biệt, xác lập sự hiện diện của một nền văn hóa khảo cổ - Văn hóa Tràng An. Nó rất khác so với Văn hóa Hòa Bình, Cái Bèo, Đa Bút, Quỳnh Văn, Hạ Long, Hoa Lộc cả về không gian cư trú, về chất liệu công cụ đá, kỹ thuật gia công công cụ, có sự giao thoa, tiếp xúc và diễn biến văn hóa để bước từ nguyên thủy sang văn minh ở một địa bàn hết sức đặc trưng của thung lũng karst lầy trũng. Truyền thống khai thác nhuyễn thể, ở hang động Tràng An còn được lưu truyền cho tới những người Việt sau này.
Qua phân tích, đối sánh giữa nền văn hóa Tràng An với các văn hóa khảo cổ học đã biết, thì ở Tràng An: Về vị trí địa lý là thung lũng đá vôi đầm lầy chứ không phải đá vôi vùng núi khác; Công cụ lao động không sử dụng đá cuội mà sử dụng bằng đá vôi; Phổ biến sử dụng đồ gốm hoa văn dấu thừng thô chứ không phải là dấu thừng mịn; Khai thác các loài nhuyễn thể có vỏ (như vỏ ốc, trai, hàu) là nước ngọt và biển (đồng thời); Con người cư trú hầu như chỉ ở trong hang động, không ở ngoài trời và các hang động đó được sử dụng đến ngày nay (ban đầu là nơi cư trú, sinh sống sau này được sử dụng làm chùa, nơi sinh hoạt văn hóa của cư dân địa phương); Niên đại kéo dài từ 25 đến 3 Ka BP.
Trong điều kiện tự nhiên đặc biệt, hầu như chỉ có đá vôi là chất liệu đá duy nhất, người Tràng An đã biết sử dụng nó làm công cụ lao động ít nhất cho đến khoảng 3 Ka BP, trong quá trình đó đã nhận biết được rằng đá vôi đô-lô-mít thuộc loại chất liệu tốt nhất có thể có. Đồng thời với giai đoạn biển tiến lớn nhất cuối cùng (khoảng 7-4 Ka BP) người tiền sử Tràng An đã biết tới nghệ thuật làm đồ gốm. Những chứng cứ sớm nhất được cho là tương đương với gốm Đa Bút (6 Ka BP), nhưng thực tế đã được làm ra ở đây sớm hơn nhiều (khoảng 9 Ka BP) và tiến hóa liên tục qua thời đại Kim khí đến tận sau này. Việc sử dụng đồ gốm từ sớm và liên tục ở Tràng An chứng tỏ rằng một trung tâm gốm sứ rất khác biệt so với nhiều trung tâm gốm sứ khác ở Việt Nam đã từng tồn tại ở đây.
TS. Masanari Nishimura (Nhật Bản) qua nghiên cứu khảo cổ học tiền sử Quần thể Danh thắng Tràng An đã khẳng định: Cách đây 5-6 Ka BP, có một trận động đất lớn ở Tràng An và người Việt cổ ở Tràng An đã trải qua nhiều sự biến đổi của thiên nhiên để thích ứng và phát triển cho đến ngày nay, tạo nên một giá trị về một nền văn hóa Tràng An.

### Văn hóa Sơn Vi
Văn hóa Sơn Vi, Vĩnh Phú thuộc hậu kỳ thời đại đồ đá cũ, có niên đại cách đây 14-22 Ka BP, phân bố rất rộng trong các hang động và thềm sông cổ từ Lào Cai đến Nghệ An. Những nhóm cư dân nguyên thủy này sinh sống bằng săn bắt và hái lượm trong một hệ sinh thái miền nhiệt đới - ẩm với một thế giới động vật và thực vật phong phú, đa dạng.
Vào khoảng 20 đến 12 Ka BP các cư dân Việt cổ đã tụ cư đông đúc tại khu vực trung du Bắc Bộ Việt Nam, phát triển sinh sôi bằng săn bắt hái lượm trên một vùng bán sơn địa dồi dào sản vật: muông thú, các loài chim, các sản vật động thực vật của các vùng sông nước lưu vực sông Hồng ngập nước và rút khô, theo các mùa trong năm.

### Văn hóa Soi Nhụ
Văn hóa Soi Nhụ gọi theo tên địa điểm khảo cổ học Soi Nhụ thuộc vịnh Bái Tử Long, là nền văn hóa của người tiền sử được các nhà khảo cổ học Việt Nam phát hiện năm 1964 và khai quật năm 1967. Khái niệm và đặc điểm của nền văn hóa này đầu tiên được Ts. Hà Hữu Nga, Viện Khảo cổ học đề xuất trong Hội nghị thông báo "Những phát hiện mới về khảo cổ học năm 1996" (Nhà Xuất bản KHXH, Hà Nội năm 1997).
Theo Ts. Hà Hữu Nga, văn hóa Soi Nhụ có niên đại tương đương với văn hóa Hòa Bình cũng như văn hóa Bắc Sơn của Việt Nam, và có thể có nguồn gốc từ 25 Ka BP, ngang với văn hóa Ngườm khu vực Võ Nhai, Thái Nguyên. Văn hóa Soi Nhụ phân bố trong khu vực các đảo đá vôi của Vịnh Hạ Long và Bái Tử Long, bao gồm cả Cát Bà Hải Phòng, các huyện Vân Đồn, Cẩm Phả, Hoành Bồ, khu vực Hòn Gai, Yên Hưng, Kinh Môn, Đông Triều thuộc Quảng Ninh và Hải Dương.

## Thời đại đồ đá mới

### Văn hóa Hòa Bình

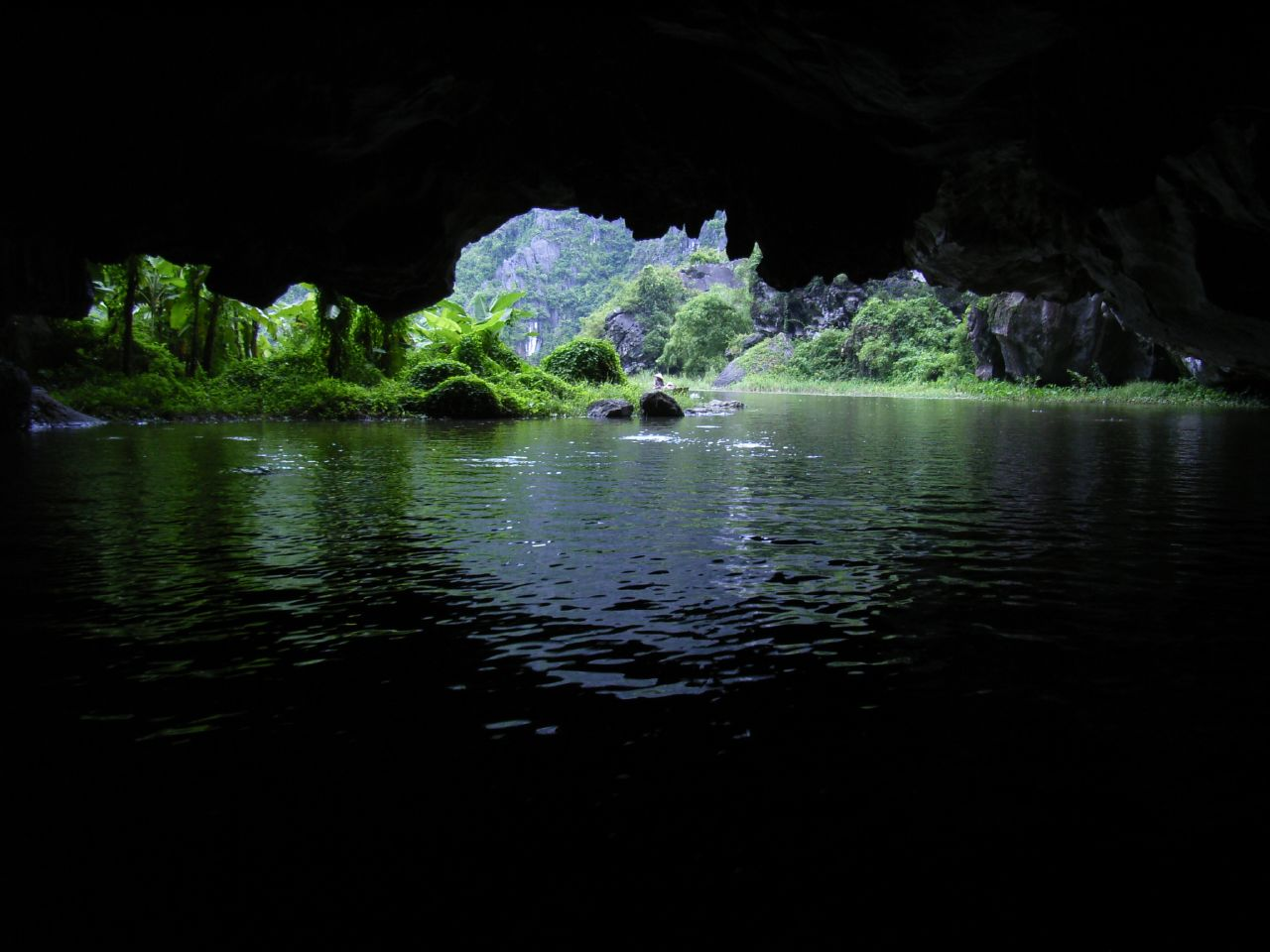
Những hang động xuyên thủy ở Tràng An.

Những di chỉ khảo cổ phát hiện ở các hang động Hòa Bình rất phong phú và khá dày đặc tạo thành thuật ngữ "Văn hóa Hòa Bình". Hòa Bình, một địa danh bên dòng sông Đà, là nơi đầu tiên các nhà khảo cổ học khám phá ra một nền văn hóa thuộc cuối thời kỳ đồ đá cũ đến thời kỳ đồ đá mới trên một vùng ảnh hưởng rộng lớn thuộc Đông Nam Á và Nam Trung Hoa.

Đặc điểm Bắc Bộ.

Cụm từ "Văn hóa Hòa Bình" được giới khảo cổ học chính thức công nhận từ ngày 30 tháng 1 năm 1932, do đề xuất của bà Madeleine Colani, sau khi đã được Đại hội các nhà Tiền sử Viễn Đông họp tại Hà Nội thông qua. Khởi thủy, cụm từ này được dùng để nói đến nền văn hóa cuội(?) được ghè đẽo trên khắp chu vi hòn cuội để tạo ra những dụng cụ từ thời kỳ đồ đá cũ đến thời kỳ đồ đá mới. Qua thời gian, tất nhiên, cụm từ này đã được đề nghị mang những tên khác nhau và có những ý nghĩa cũng khác nhau. Lúc đầu, nó chỉ nói về nền văn hóa có khoảng không gian là miền Bắc Việt Nam, và khoảng thời gian không quá 5 Ka BP. 
Nhưng khoảng không gian lẫn thời gian trên được nới rộng dần. T. M. Matthews có lẽ là người đầu tiên đã đem "Văn hóa Hòa Bình" vượt khỏi lãnh thổ Việt Nam đến các vùng Đông Nam Á, và rồi người ta nói đến Văn hóa Hòa Bình ở Miến Điện, Campuchia, Lào, Malaysia, Sumatra, Thái Lan, Ấn Độ, Tứ Xuyên... Nhưng có lẽ không ai mở rộng ảnh hưởng của Văn hóa Hòa Bình bằng Gs. Wilhelm G. Solheim II. Về không gian, ông đã đưa Văn hóa Hòa Bình, phía Đông Bắc đến Philippines, Nhật Bản, phía Tây đến Thái Lan, phía Nam đến tận Úc và phía Bắc bao trùm cả hai nền văn hóa cổ của Trung Hoa là Văn hóa Ngưỡng Thiều (仰韶, Yangshao) và Văn hóa Long Sơn (龍山, Longshan). Về thời gian, ông không định rõ, nhưng tuyên bố không ngạc nhiên nếu thấy việc thuần hóa cây lúa nước đã có tại Hòa Bình từ 15 Ka BP, và những dụng cụ đá mài có lưỡi bén tìm thấy ở Bắc Úc có tuổi khoảng 20 Ka BP xác định bằng đồng vị cacbon C-14   có nguồn gốc từ nền Văn hóa Hòa Bình (?). Đấy là chưa kể đến dự phóng của ông về niên đại Hòa Bình lên đến 50 Ka BP khi ông viết "Đông Nam Á và tiền sử học thế giới" đăng trong Viễn Cảnh châu Á, tập XIII năm 1970.
Riêng trong phạm vi nước Việt Nam ngày nay, Văn hóa Hòa Bình được khoa học khảo cổ phân chia thành ba thời kỳ:
- Hòa Bình sớm, hay Tiền Hòa Bình, có niên đại tiêu biểu là Di chỉ Thẩm Khuyên (32,1 ± 0,15 Ka BP), Mái Đá Điều, Mái Đá Ngầm (25,10 ± 0,3 Ka BP).
- Hòa Bình giữa, hay Hòa Bình chính thống, tiêu biểu bởi Di chỉ Xóm Trại (20,0 ± 0,15 Ka BP), Làng Vành (18,47 ± 0,08 Ka BP).
- Hòa Bình muộn, tiêu biểu bằng Di chỉ Thẩm Hoi (12,875 ± 0,175 Ka BP), Sũng Sàm (11,365 ± 0,08 Ka BP, BLn - 1541/I).

### Văn hóa Bắc Sơn
Văn hóa Bắc Sơn là tên gọi một nền văn hóa ở Việt Nam vào sơ kỳ thời đại đồ đá mới có niên đại sau nền văn hóa Hòa Bình, cách ngày nay từ 10 đến 8 Ka BP. Bắc Sơn là đặt theo tên huyện Bắc Sơn (tỉnh Lạng Sơn), nơi phát hiện đầu tiên những di vật của nền văn hóa này. Các bộ lạc chủ nhân của văn hóa Hòa Bình đã tạo ra nền văn hóa Đông Sơn.
Không gian của văn hóa Bắc Sơn là các miền đất thuộc các tỉnh Lạng Sơn, Thái Nguyên, Hòa Bình, Ninh Bình, Thanh Hóa, Nghệ An... ngày nay. Tính đến năm 1997, đã có 51 điểm văn hóa Bắc Sơn được tìm thấy và khai quật. Trong số đó, có 8 địa điểm tìm thấy di cốt người.

### Văn hóa Quỳnh Văn
Văn hóa Quỳnh Văn (thời đại đồ đá mới, khoảng 6.000 – 3.500 năm cách ngày nay) được phát hiện từ những năm 1930 bởi các học giả người Pháp. Cho đến nay đã có hơn 70 năm nghiên cứu với 21 di tích, phân bố ở ven biển Nghệ An và Hà Tĩnh, chủ yếu tập trung xung quanh vịnh biển cổ Quỳnh Lưu. Đây là các di tích "đống rác bếp" (Kjökkenmodding), thành phần chủ yếu là các loại điệp. Trong các lớp điệp còn có xương cốt động vật, di vật đá, gốm và bếp lửa. Công cụ đá Quỳnh Văn ít về số lượng, nghèo nàn về loại hình, kỹ thuật ghè đẽo thô sơ, chủ yếu được tạo từ đá gốc. Loại hình thường thấy là các công cụ không xác định, công cụ hình đĩa, công cụ hình múi bưởi, công cụ hình rìu dài và công cụ hình rìu ngắn. Đồ gốm thô, hầu hết là đồ đun nấu với kích thước lớn, được tạo hình bằng tay kết hợp với bàn đập hòn kê. Đồ gốm có bốn loại chủ yếu: gốm đáy tròn văn in đập, gốm đáy tròn văn thừng, gốm đáy tròn văn thừng ở mặt ngoài và văn chải ở mặt trong, gốm đáy nhọn văn chải 2 mặt. Gốm đáy nhọn, văn chải 2 mặt là đặc trưng tiêu biểu nhất của văn hóa Quỳnh Văn. Các loại hình hiện vật khác như xương, đồ trang sức có số lượng ít.

### Văn hóa Cái Bèo
Văn hóa Cái Bèo có niên đại trước nền văn hóa Hạ Long. Di chỉ Cái Bèo được phát hiện vào năm 1938 trong lần tiến hành thám sát khảo cổ học ven biển khu vực liên quan thuộc vùng vịnh Hạ Long ngày nay. Di chỉ Cái Bèo khai quật được hơn 479 công cụ như chày, bàn nghiền, bàn mài, hòn kê, rìu bôn, đục, chì lưới … bằng đá cuội. Đồ gốm thô cứng làm từ đất sét và cát hạt khô, bếp, di cốt người; các xương răng động vật, xương thú như lợn rừng, nai, dê núi. Theo các nhà khảo cổ học, di chỉ Cái Bèo thuộc nền văn hóa Hạ Long, bởi phân tích rõ ra là cư dân Cái Bèo cùng với thời gian và xu hướng chuyển cư của người Hòa Bình – Bắc Sơn từ vùng núi xuống biển. Riêng cư dân đảo Cát Bà, trong đó có người cổ Cái Bèo làm nghề đánh cá là chủ yếu.

### Văn hóa Đa Bút
Văn hóa Đa Bút thuộc sơ kỳ thời đại đồ đá mới, cách đây từ 5.000 đến 6.000 năm. Không gian của văn hóa Đa Bút là dải đất nằm từ hữu ngạn sông Đáy đến lưu vực sông Mã thuộc các tỉnh Ninh Bình và Thanh Hóa ngày nay. Tính đến năm 2010, đã có hơn 10 điểm văn hóa Đa Bút được phát hiện và khai quật.

## Thời đại đồ đá - đồng

### Văn hóa Phùng Nguyên

Di chỉ đá muộn Phùng Nguyên.

Việc phát hiện ra Di chỉ Phùng Nguyên thuộc về các nhà khảo cổ học Việt Nam vào năm 1959. Giai đoạn này các nhà khảo cổ học chưa tìm thấy nhiều các hiện vật bằng đồng. Di vật ở lớp Văn hóa Phùng Nguyên chủ yếu là các công cụ đá mài sắc sảo, có vai và đặc biệt khá nhiều đồ trang sức bằng đá. Có thể liệt kê số di vật tìm thấy ở các lần khai quật Di chỉ Phùng Nguyên là: 1.138 rìu, 59 đục, 3 giáo, 2 mũi nhọn, 7 mũi tên, 1 cưa, 189 bàn mài; 540 vòng tay, 8 khuyên tai, 34 hạt chuỗi, 3 đồ trang sức và hàng chục vạn mảnh đồ gốm.
Theo đánh giá của giới khoa học, cư dân Phùng Nguyên là những người đã định cư ổn định và sống theo từng cụm dân cư làng xã chặt chẽ và đã thực sự có những khu vực sản xuất thủ công, mỹ nghệ.
Văn hóa Phùng Nguyên đã phát triển liên tục vào khoảng thiên niên kỷ thứ 2 TCN tức cách đây khoảng từ 3.000 đến 4.000 năm. Những kết quả định tuổi bằng đồng vị cacbon C-14 đã xác định là những truyền thuyết về kỷ Hồng Bàng khoảng 4000 năm xưa là có cơ sở.

## Thời đại đồ đồng

### Văn hóa Đồng Đậu

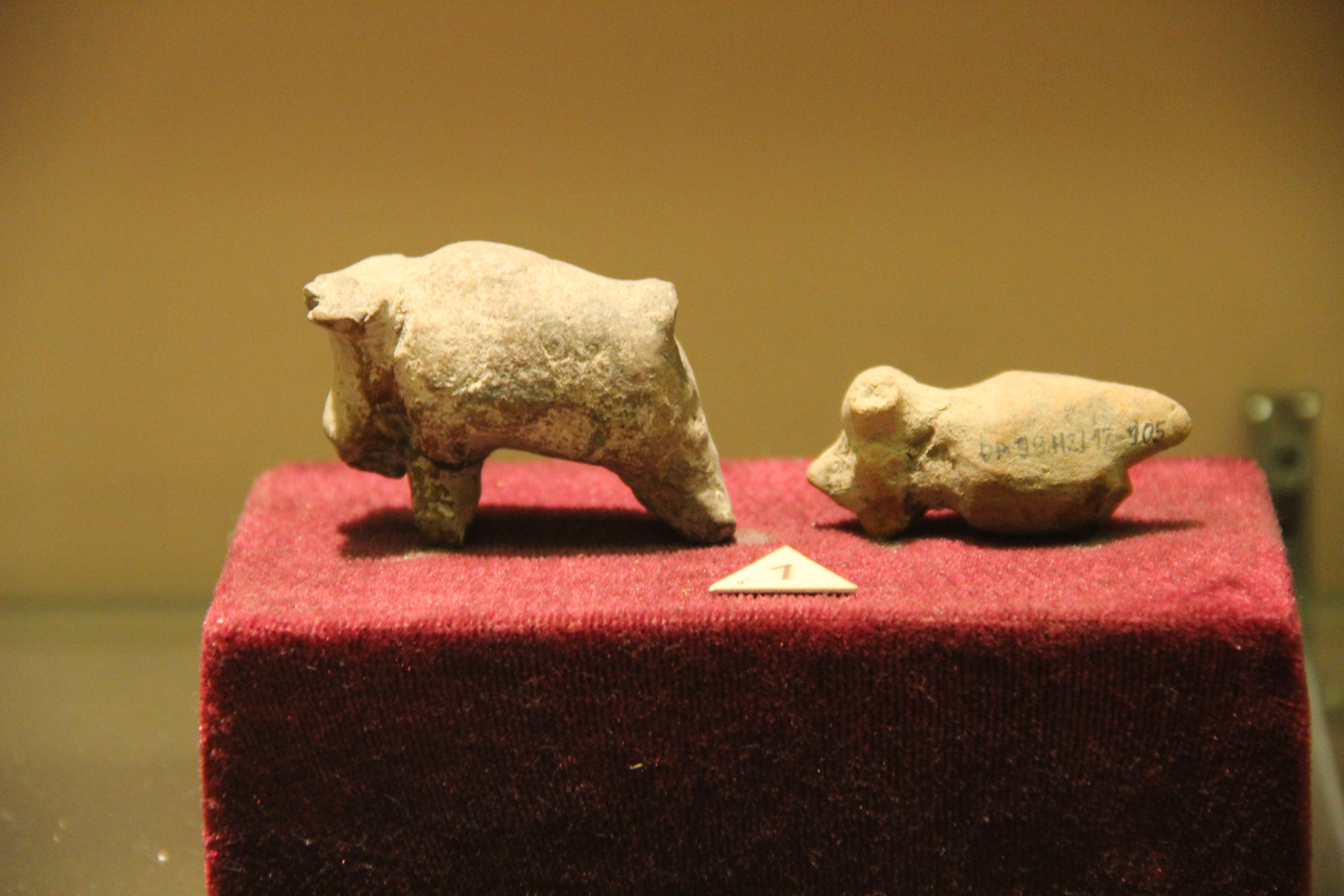
Hiện vật mang hình động vật ở di chỉ Đồng Đậu

Giai đoạn Đồng Đậu, căn cứ vào Di chỉ khảo cổ Đồng Đậu, Vĩnh Phúc phát hiện năm 1964, có niên đại cách ngày nay là 3070 ± 100 năm (nửa sau thế kỷ 11 trước Tây lịch).

### Văn hóa Gò Mun
Giai đoạn Văn hóa Gò Mun, căn cứ vào Di chỉ Gò Mun thuộc Phú Thọ, phát hiện năm 1961, tồn tại vào nửa đầu thiên niên kỷ I TCN, có niên đại C-14 là 3045 ± 120 năm cách năm 1950 thuộc Văn hóa Gò Mun. Đặc điểm của giai đoạn này là kỹ thuật luyện kim khá phát triển, công cụ bằng đồng thau chiếm ưu thế (52%).

## Thời đại đồ đồng - sắt

### Văn hóa Đông Sơn
Giai đoạn Đông Sơn căn cứ vào hiện vật thuộc Di chỉ Đông Sơn, Thanh Hóa có niên đại sớm là 2820 ± 120 năm. Ngoài ra còn nhiều di chỉ thuộc giai đoạn Văn hóa Đông Sơn có niên đại kế tiếp nhau như Việt Khuê, Làng Vạc, Châu Can đã được phát hiện.
Đây là giai đoạn chuyển tiếp từ sự phát triển rực rỡ của đồ đồng, đạt đến mức hoàn hảo cả về mặt kỹ thuật và mỹ thuật, sang sơ kỳ đồ sắt. Giai đoạn cuối của Văn hóa Đông Sơn kéo dài đến vài ba thế kỷ đầu của Công nguyên.

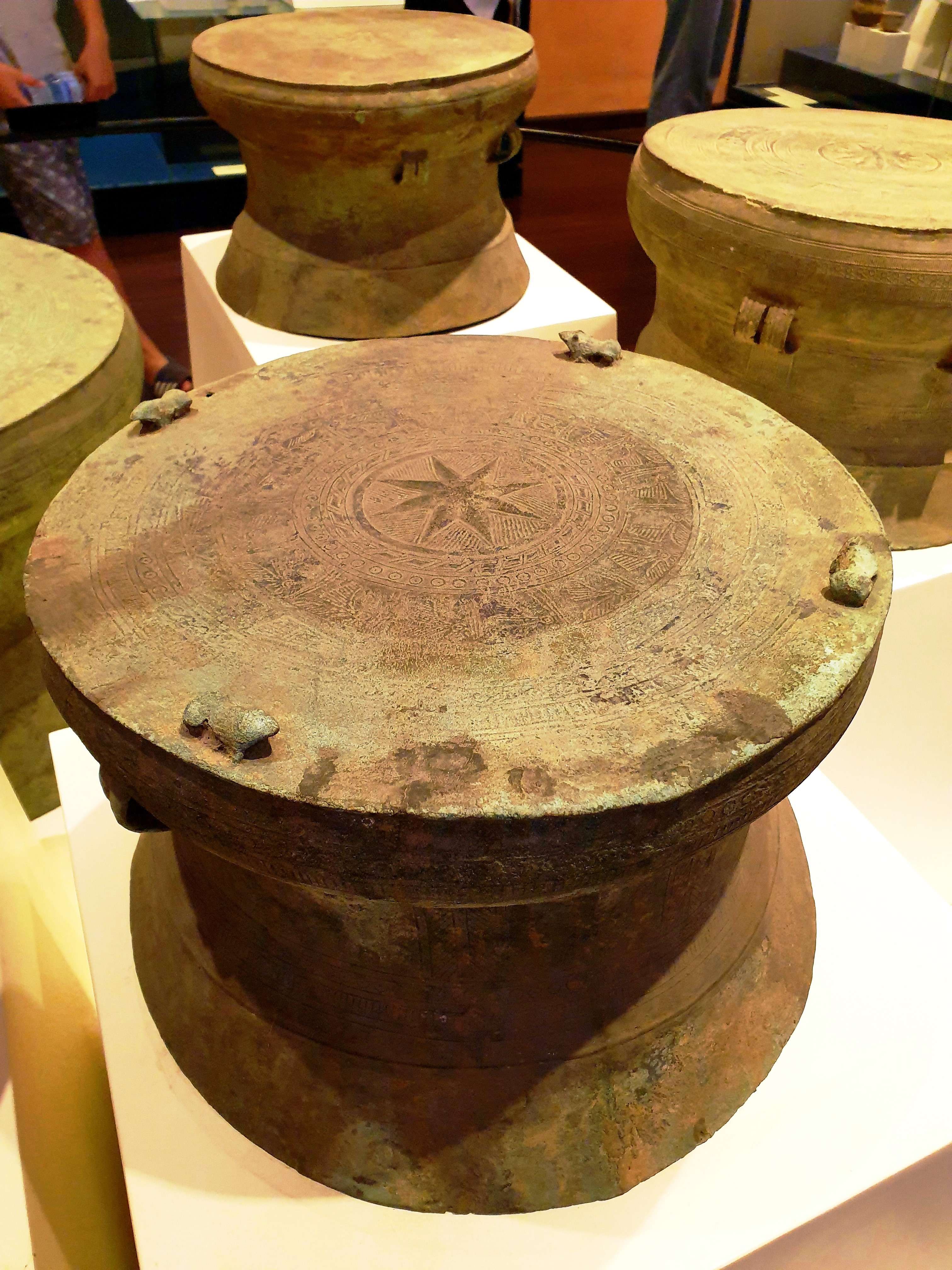
Trống đồng Đông Sơn

Văn hóa Đông Sơn là một giai đoạn trong nền Văn minh sông Hồng, kế thừa và phát triển từ Văn hóa Hòa Bình, Phùng Nguyên, Đồng Đậu và Gò Mun. Văn hóa Đông Sơn có những nét độc đáo riêng đồng thời vẫn mang nhiều điểm đặc trưng của văn hóa vùng Đông Nam Á và nền văn minh lúa nước. Đây cũng là thời kỳ ra đời nhà nước phôi thai đầu tiên của Việt Nam dưới hình thức cộng đồng làng và siêu làng.
Các nhà khảo cổ học đã khám phá ra một nền văn hóa gồm nhiều di vật rất sớm. Các vật dụng bằng đồng, bằng đồ gốm cùng với di chỉ những khu luyện đúc đồng thời xa xưa trên đất Việt cổ. Thời kỳ đầu của Văn hóa Đông Sơn, các cư dân người Việt cổ phát triển và giao lưu trong phạm vi hạn chế do đặc điểm rừng rậm nhiệt đới, sản vật và thức ăn dồi dào nên chưa chịu ảnh hưởng nhiều của các nền văn hóa ngoài. Việc khai phá đồng bằng sông Hồng chưa đặt ra cấp thiết do dân cư chưa đông đúc và nhu cầu kiếm sống và sinh hoạt chưa ra khỏi vùng trung du Bắc Bộ. Chính yếu tố đó đã giúp người Việt hình thành một cộng đồng có tính thuần nhất, họ chính là tổ tiên của người Việt hiện đại.
Nghiên cứu về thời đại Hùng Vương đã thống nhất được rằng thời đại Hùng Vương bao gồm thời đại sắt sớm, nghĩa là xác lập được có một thời đại đồ sắt sơ kỳ ở Việt Nam. Sơ kỳ đồ sắt Việt Nam được bắt đầu vào khoảng thế kỉ VIII TCN và kéo dài đến thế kỉ II. Ba nền văn hóa đại biểu cho sơ kỳ đồ sắt là: Văn hóa Đông Sơn, văn hóa Sa Huỳnh, văn hóa Dốc Chùa.

### Văn hóa Sa Huỳnh

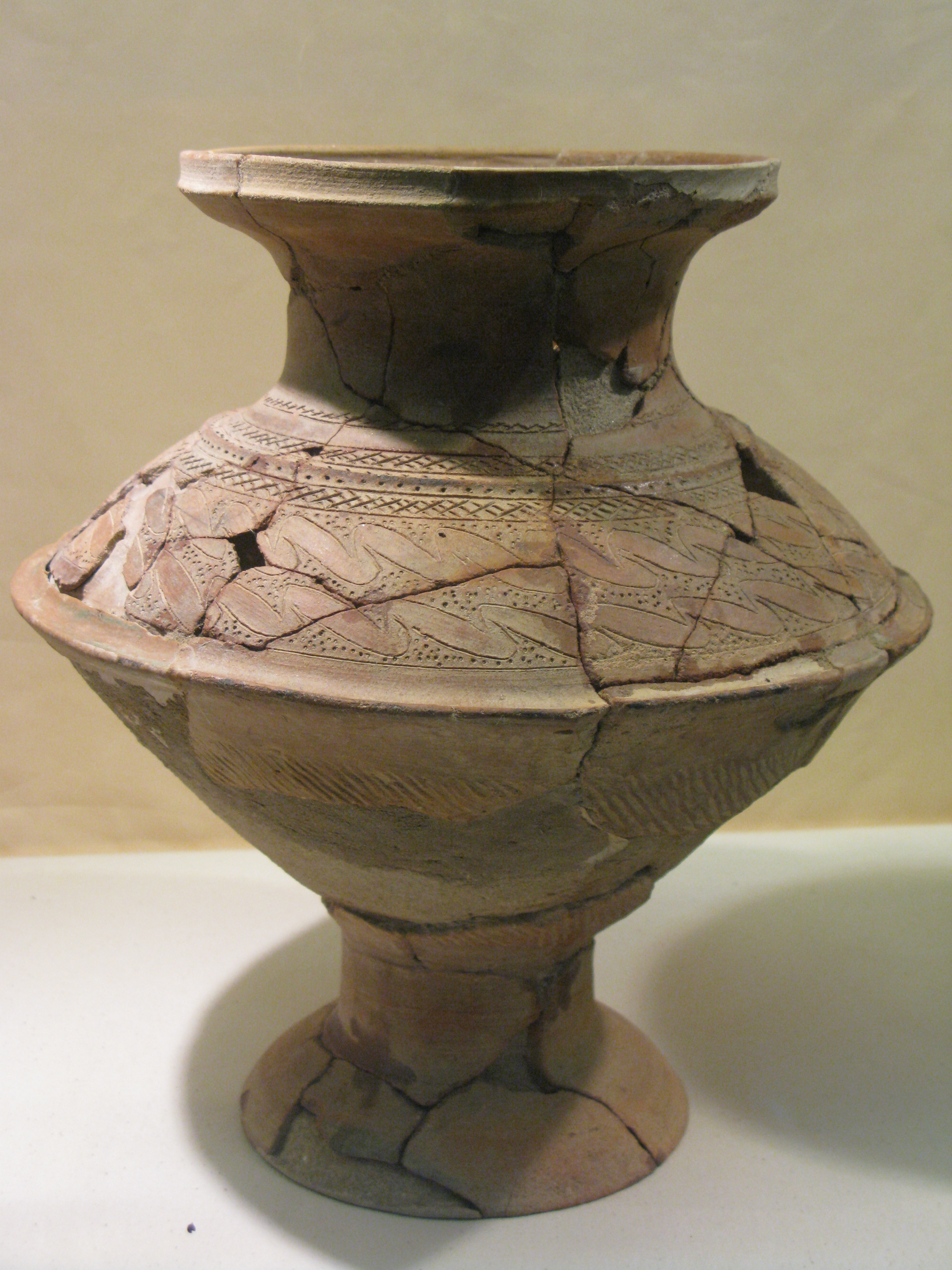
Bình gốm thời văn hóa Sa Huỳnh

Văn hóa Sa Huỳnh là một nền văn hóa được xác định ở vào khoảng năm 1000 TCN đến cuối thế kỷ thứ 2, tên gọi Sa Huỳnh là một địa danh thuộc huyện Đức Phổ phía nam tỉnh Quảng Ngãi. Nền Văn hóa Sa Huỳnh là một trong ba cái nôi cổ xưa về văn minh trên lãnh thổ Việt Nam, cùng với Văn hóa Đông Sơn, Văn hóa Óc Eo tạo thành tam giác văn hóa của Việt Nam.

### Văn hóa Óc Eo
Văn hóa Óc Eo là một nền văn hóa cổ hình thành và phát triển ở Nam Bộ Việt Nam từ thế kỷ 1 đến thế kỷ 7 Công Nguyên. Đây là một nền văn hóa lớn trong lịch sử Việt Nam, gắn liền với đất nước, con người ở vùng châu thổ hạ lưu sông Mê Kông và có quan hệ mật thiết với lịch sử Đông Nam Á cổ đại.
Óc Eo (tiếng Khmer: អូរកែវ, Ou Kaev) vốn là tên một gò đất trên cánh đồng phía đông nam núi Ba Thê (nay thuộc thị trấn Óc Eo, huyện Thoại Sơn, tỉnh An Giang), là nơi đầu tiên tìm thấy những di chỉ quan trọng của nền văn minh này vào năm 1944.

### Văn hóa Dốc Chùa
Được phát hiện đầu tiên năm 1976, trên sườn đồi ven sông Đồng Nai ở tỉnh Bình Dương.

## Chỉ dẫn
1. ↑  Định tuổi bằng đồng vị cacbon C-14 là phương pháp định tuổi dành cho tàn dư chất hữu cơ có chứa cacbon, không dùng cho những dụng cụ đá mài. Đoạn này có thể là phóng tác của người viết wiki.